# Stato Libero di Schwenten
Lo Stato libero di Schwenten (in tedesco Freistaat Schwenten; in polacco Wolne Państwo Świętno), conosciuto anche come Repubblica di Świętno (in polacco : Republika Świętnieńska ), era uno stato indipendente proclamato nel 1919 con capitale Schwenten. La dichiarazione di indipendenza aveva un ruolo difensivo poiché il governo locale era a conoscenza della rivolta polacca nella Grande Polonia. Esistette per 7 mesi fino a quando non entrò a far parte della Repubblica di Weimar.